# 1914年の相撲
1914年の相撲（1914ねんのすもう）は、1914年の相撲関係のできごとについて述べる。
1913年-1914年-1915年

## 本場所など
- 1月場所（東京相撲）[1]
  - 興行場所:両国国技館
  - 1月10日より10日間興行
  - 90対76で西方勝利。旗手は宇都宮新七郎。個人優勝は太刀山峰右エ門。
- 1月場所（大阪相撲）[2]
  - 興行場所:難波新川土橋西詰
  - 晴天10日間興行
- 5月場所（東京相撲）[3]
  - 興行場所:両国国技館
  - 5月30日より10日間興行
  - 87対71で東方勝利。旗手は両國勇治郎。個人優勝も両国。
- 5月場所（大阪相撲）[4]
  - 興行場所:難波新川土橋西詰
  - 晴天10日間興行

## その他相撲披露
- 6月12日-15日 - 常陸山谷右エ門引退興行[5]
- 太刀山峰右エ門らがハワイ興行を行った[5]。

## 誕生
- 1月8日 - 大泉隆司（最高位：十両15枚目、所属：出羽海部屋→武隈部屋、+ 没年不明）
- 1月18日 - 源氏山祐蔵（最高位：前頭15枚目、所属：浅香山部屋→井筒部屋、+ 没年不明）[6]
- 2月10日 - 富ノ山等（最高位：前頭4枚目、所属：花籠部屋、+ 1945年【昭和20年】）[7]
- 3月25日 - 小戸ヶ岩龍雄（最高位：前頭15枚目、所属：若藤部屋、+ 1986年【昭和61年】）[8]
- 3月25日 - 朝明重男（最高位：十両3枚目、所属：高砂部屋、+ 1946年【昭和21年】）
- 4月27日 - 冨田濱正治（最高位：十両9枚目、所属：高砂部屋→大山部屋、+ 没年不明）
- 5月4日 - 前田山英五郎（第39代横綱、所属：高砂部屋、+ 1971年【昭和46年】）[9]
- 5月6日 - 若浪義光（最高位：前頭19枚目、所属：立浪部屋、+ 1982年【昭和57年】）[10]
- 5月15日 - 松若正次（最高位：十両7枚目、所属：中村部屋、+ 没年不明）
- 5月28日 - 三舩浪盛吉（最高位：十両5枚目、所属：浅香山部屋→井筒部屋、+ 1943年【昭和18年】）
- 5月30日 - 安藝ノ海節男（第37代横綱、所属：出羽海部屋、+ 1979年【昭和54年】）[11]
- 6月5日 - 神威山力雄（最高位：十両4枚目、所属：花籠部屋、+ 1974年【昭和49年】）
- 6月27日 - 鹿嶌洋起市（最高位：前頭筆頭、所属：春日野部屋、+ 1947年【昭和22年】）[6]
- 8月11日 - 鯱ノ里一郎（最高位：前頭3枚目、所属：若松部屋、+ 1981年【昭和56年】）[9]
- 9月5日 - 小嶌川庄吉（最高位：前頭5枚目、所属：立浪部屋、+ 1946年【昭和21年】）[12]
- 9月27日 - 名寄岩静男（最高位：大関、所属：立浪部屋、+ 1971年【昭和46年】）[13]
- 11月18日 - 羽黒山政司（第36代横綱、所属：立浪部屋、+ 1969年【昭和44年】）[12]

## 死去
- 3月11日 - 八幡山定吉（最高位：大関、所属：玉垣部屋→大嶽部屋→根岸部屋→友綱部屋、* 1858年【安政5年】）
- 3月15日 - 11代式守伊之助（立行司（現役没）、* 1860年【万延元年】）
- 4月11日 - 駒ヶ嶽國力（最高位：大関（現役没）、所属：井筒部屋→関ノ戸部屋→井筒部屋、* 1880年【明治13年】）[14]
- 9月20日 - 加勝山鹿治（最高位：前頭14枚目（現役没）、所属：友綱部屋、* 1889年【明治22年】）[15]
- 10月9日 - 十三ノ浦金四郎（最高位：前頭4枚目、所属：二十山部屋、* 1885年【明治18年】）[16]
- 10月22日 - 初代小錦八十吉（第17代横綱、所属：高砂部屋、年寄：二十山、* 1866年【慶応2年】）[17]